# Hyperolius adspersus
Espèce
Synonymes
- Rappia granulata Boulenger, 1901
- Hyperolius granulatus (Boulenger, 1901)
- Hyperolius nasutus adspersus Peters, 1877

Statut de conservation UICN

 LC  : Préoccupation mineure
Hyperolius adspersus est une espèce d'amphibiens de la famille des Hyperoliidae.

## Répartition
Cette espèce se rencontre jusqu'à 800 m d'altitude :
- dans le sud du Cameroun ;
- au Gabon ;
- en République du Congo ;
- en République démocratique du Congo.

## Publication originale
- Peters, 1877 : Übersicht der Amphibien aus Chinchoxo (Westafrika), welche von der Africanischen Gesellschaft dem Berliner zoologischen Museum übergeben sind. Monatsberichte der Königlichen Preussischen Akademie der Wissenschaften zu Berlin, vol. 1877, p. 611-620 (texte intégral).